# Campionato italiano indoor maschile di pallanuoto 1960
Il campionato italiano indoor 1960 è stata la 6ª edizione del campionato italiano indoor maschile di pallanuoto. Il torneo fu disputato da undici squadre, raggruppate inizialmente in due gironi. Le prime tre classificate di ogni girone si affrontarono in un girone finale disputato a Genova dal 6 all'8 maggio 1960.

## Finali

### Classifica
|  |    | Finali 1960 | Pt   | G | V | N | P | GF | GS | DR  |
|  | -- | ----------- | ---- | - | - | - | - | -- | -- | --- |
|  | 1. | Fiamme Oro  | 7    | 4 | 3 | 1 | 0 | 12 | 7  | +5  |
|  | 2. | Pro Recco   | 6    | 4 | 2 | 2 | 0 | 17 | 12 | +5  |
|  | 3. | Camogli     | 4    | 4 | 1 | 2 | 1 | 10 | 7  | +3  |
|  | 4. | Lazio       | 3    | 4 | 1 | 1 | 2 | 14 | 14 | 0   |
|  | 5. | Nervi       | 0    | 4 | 0 | 0 | 4 | 5  | 18 | -13 |
|  | 6. | Florentia   | rit. |   |   |   |   |    |    |     |

## Verdetti
- Fiamme Oro Campione indoor d'Italia 1960